# ピート・ヒル
ジョセフ・プレストン・"ピート"・ヒル（英語: Joseph Preston "Pete" Hill, 1880年10月12日 - 1951年11月26日）は、1900～1920年代にアメリカ合衆国のニグロリーグで活躍していた野球選手。主なポジションは中堅手。ペンシルベニア州ピッツバーグ生まれ。右投げ左打ち。

## 来歴・人物
ヒルの野球選手の経歴は1899年のピッツバーグ・キーストーンズから始まり、1926年まで現役を続けた。ニグロリーグではコンスタントに打率を残せる打者だったようで、通算で打率3割を8度、打率4割を2度記録している。1904年から1907年の間は、ソル・ホワイトが率いるフィラデルフィア・ジャイアンツで左翼手を務めていたが、その頃は強打だけでなく守備においても外野手を上手く統率する能力を持っていたようである。リーランド・ジャイアンツに所属していた頃、ルーブ・フォスターはヒルのことを『フィールド上のもう一人の監督』と評していた。フォスターはシカゴ・アメリカン・ジャイアンツを創設する際、ヒルをチームのキャプテンに指名するほど、その信頼は厚かった。ヒルはアメリカン・ジャイアンツの最初の年に、116試合中115試合で安打を放ったという（セミプロチーム等との対戦も含む）。
ヒルはまたニグロリーグが試合をしない冬場に、キューバ国内リーグ"リーガ・クバーナ・デ・ベイスボル"に参加していた。キューバリーグでは1910-11年シーズンに打率.365で首位打者になったことがあり、他にもリーグ最多三塁打を3回、最多安打を1回記録している。また1910-11年のメジャーリーグとの交流戦では、11試合で打率.300を打っている。
ルーブ・フォスターは1919年に新たにデトロイト・スターズを創設する際に、39歳になっていたヒルを選手兼任監督に招く。ヒルは監督就任から3年目の1921年に、打率.388の成績を残しチームを牽引する活躍を見せている。その後1924年から2年間ボルチモア・ブラックソックスの監督を務めた後、野球から身を引いた。1951年にバッファローにて死去。2006年にニグロリーグ特別委員会によりアメリカ野球殿堂入りした。

## 記録・表彰等
- 4安打以上打った試合：通算21回
- 4打点以上挙げた試合：通算11回
- 2本以上の本塁打を放った試合：通算6回
- 連続試合安打数：27試合連続（1910年）20試合連続（1912年）
- 1904年の7月28日の試合では7打数6安打、5打点、4得点、また1909年7月にも6打数6安打を記録した試合がある。
- キューバリーグでの通算打率：.307